# Renfe série S-112
Le S-112 est un train à grande vitesse construit par Talgo et Bombardier. C'est une évolution mineure du S-102, appelé Talgo 350 par son constructeur.

## Caractéristiques
Il offre 49 sièges de plus que le S-102 pour un total de 365 répartis en 8 voitures de seconde classe pour 294 siège et 3 de première pour 71 sièges.
Sa vitesse maximale reste de 330 km/h comme le S-102 mais il est plus léger avec un poids de 322 tonnes. Il dispose de 8 moteurs asynchrones sous 25 kV et de la signalisation ERTMS niveau 1 et 2. Son écartement des rails est fixe et de 1.435 mm, donc en Espagne il ne peut circuler que sur  lignes à grande vitesse.
Il est partiellement assemblé sur le site "Los prados" de la Renfe à Malaga.

## Effectif
Depuis, le mois de décembre 2010, la Renfe exploite commercialement 30 rames sur la ligne à grande vitesse Madrid-Levant (espagnol), le coût global de la commande fut de 655 millions d'euros. 

## Sources